# WTA Luzern
Das WTA Luzern (offiziell: Eurocard Open) war ein Tennisturnier der WTA Tour, das in Luzern in der Schweiz ausgetragen wurde.

## Siegerliste

### Einzel
| Jahr                    | Siegerin          | Finalgegnerin   | Ergebnis      |
| ----------------------- | ----------------- | --------------- | ------------- |
| ↓ Kategorie: Tier IV ↓  |                   |                 |               |
| 1992                    | Amy Frazier       | Radka Zrubáková | 6:4, 4:6, 7:5 |
| ↓ Kategorie: Tier III ↓ |                   |                 |               |
| 1993                    | Lindsay Davenport | Nicole Provis   | 6:1, 4:6, 6:2 |
| 1994                    | Lindsay Davenport | Lisa Raymond    | 7:63, 6:4     |

### Doppel
| Jahr                    | Siegerinnen                                      | Finalgegnerinnen                                 | Ergebnis                                         |
| ----------------------- | ------------------------------------------------ | ------------------------------------------------ | ------------------------------------------------ |
| ↓ Kategorie: Tier IV ↓  |                                                  |                                                  |                                                  |
| 1992                    | Amy Frazier Elna Reinach                         | Karina Habšudová Marianne Werdel                 | 7:5, 6:2                                         |
| ↓ Kategorie: Tier III ↓ |                                                  |                                                  |                                                  |
| 1993                    | Mary Joe Fernández Helena Suková                 | Lindsay Davenport Marianne Werdel                | 6:2, 6:4                                         |
| 1994                    | der Doppelwettbewerb wurde wegen Regens abgesagt | der Doppelwettbewerb wurde wegen Regens abgesagt | der Doppelwettbewerb wurde wegen Regens abgesagt |